# 圣若昂-达弗龙泰拉
圣若昂-达弗龙泰拉（葡萄牙語：São João da Fronteira）是巴西皮奥伊州的一个市镇。总面积764.742平方公里，总人口5000人，人口密度6.5人/平方公里。